# Noordam (Schiff, 2006)
Die Noordam ist ein Kreuzfahrtschiff der Holland-America Line. Sie ist bereits das vierte Schiff, welches den Namen Noordam trägt und wird somit als Noordam IV bezeichnet.

## Geschichte
Das Schiff wurde 2005 bei der italienischen Werft Fincantieri in Marghera auf Kiel gelegt und im Frühjahr 2006 an die Reederei übergeben. Am 22. Februar 2006 fand die Taufe durch die Patin, der tauben Schauspielerin Marlee Matlin, in New York City statt. Von dort aus startete im Anschluss die Jungfern-Kreuzfahrt Richtung Karibik.
Die Noordam ist das Schwesterschiff der Zuiderdam, der Westerdam und der Oosterdam. Die vier Schiffe tragen den holländischen Namen der vier Himmelsrichtungen auf dem Kompass. Die Arcadia, die ebenfalls baugleich ist, wurde zwar von der Holland-America Line bestellt, aber an P&O Cruises verkauft.

## Einsatzgebiete
Zwischen Frühjahr und Herbst ist das Schiff auf verschiedenen Routen im Mittelmeer unterwegs, im Winterhalbjahr kreuzt die Noordam ab Fort Lauderdale in der Karibik sowie um Neuseeland und in der Südsee.

## Antrieb
Das Schiff verfügt über einen integrierten elektrischen Antrieb und wird von fünf Schiffsdieselmotoren angetrieben. Drei dieser Motoren erreichen eine Leistung von jeweils 16.000 PS, zwei weitere jeweils 12.000 PS. Zusätzlich ist eine Gasturbine mit einer Leistung von 18.000 PS vorhanden. Somit ergibt sich eine Gesamtleistung des Antriebs von fast 90.000 PS (66.176 kW). Der erzeugte Strom dieser Motoren wird einerseits für die beiden ABB-Propellergondeln mit jeweils 23.500 PS, andererseits auch für die übrige Bordversorgung benötigt. Die schiffseigene Wasseraufbereitungsanlage kann pro Tag 1.700 Tonnen Trinkwasser erzeugen, wovon täglich nur 750 Tonnen benötigt werden. Der Treibstoffverbrauch liegt pro Tag bei 216 Tonnen Schweröl sowie 90 Tonnen Marinedieselöl bei Höchstbelastung.

## Trivia
Auf der Noordam sind eine ganze Anzahl alter Ölgemälde ausgestellt, u. a. eine Darstellung der Stadt Utrecht aus dem Jahr 1842. Des Weiteren gibt es Bilder der zeitgenössischen Kunst, wie z. B. eine Fotoserie der bekannten Musikgrößen B. B. King und Dizzy Gillespie. An Bord befindet sich eine wertvolle Kommode, welche von geschnitzten Säulen aus dem 17. Jahrhundert gesäumt ist. Diese wurde 1885 in Deutschland gefertigt und mit Edelsteinen und Elfenbein verziert.

## Schiffe mit gleichem Namen
Die erste Noordam der Holland-Amerika-Linie wurde 1902 in Dienst gestellt, die Noordam (II) im Jahr 1938. Die 1984 in Dienst gestellte Noordam (III) fährt heute unter dem Namen Marella Celebration (ex Thomson Celebration).